# Bizkaiko aberatsak
Bizkaiko aberatsak (с баск. — «Бискайские богачи») — песня на баскском языке на стихи Габриеля Арести, впервые исполненная группой Oskorri в 1979 году. Входит в альбом Alemanian euskaraz (1984). Одна из самых популярных песен Oskorri и песен на стихи Арести.

## Текст
Стихотворение Арести написано в 1972 году и выражает протест против общества потребления и меркантилистской политики. По сюжету фермер из района Арратия приехал на трамвае в центр Бильбао, чтобы купить костюм. В Старом городе его окружили жадные и навязчивые продавцы, пытаясь продать ему как можно больше вещей. Когда герой был уже близок к цели, ему оторвало ногу и он вынужден был вернуться домой хромым.
Название или первые строки песни часто цитируют в баскоязычных СМИ, когда хотят привлечь внимание к проблеме коммерциализации общества. Иногда отсылки к ней встречаются и в СМИ Страны Басков на испанском языке.

## Музыка
Песня написана на народную мелодию в аранжировке Начо де Фелипе и стала настолько популярна, что этот мотив также часто называют «Bizkaiko aberatsak». Существует ряд других авторских текстов песен на эту же мелодию.

### Комментарии
1. ↑  Трамвайный маршрут, соединяющий Арратию и Бильбао, действовал с 1902 по 1964 год.
2. ↑  Старый город Бильбао, или Саспикалеак (баск. Zazpikaleak), — район Бильбао, состоящий из семи исторических улиц: Гойенкале, Артекале, Дендарикале, Белостикале, Аратеги-Саар, Барренкале и Барренкале-Баррена.
3. ↑  Отсылка к баскскому обычаю оставлять ботинок в залог.